# Hidrósfera

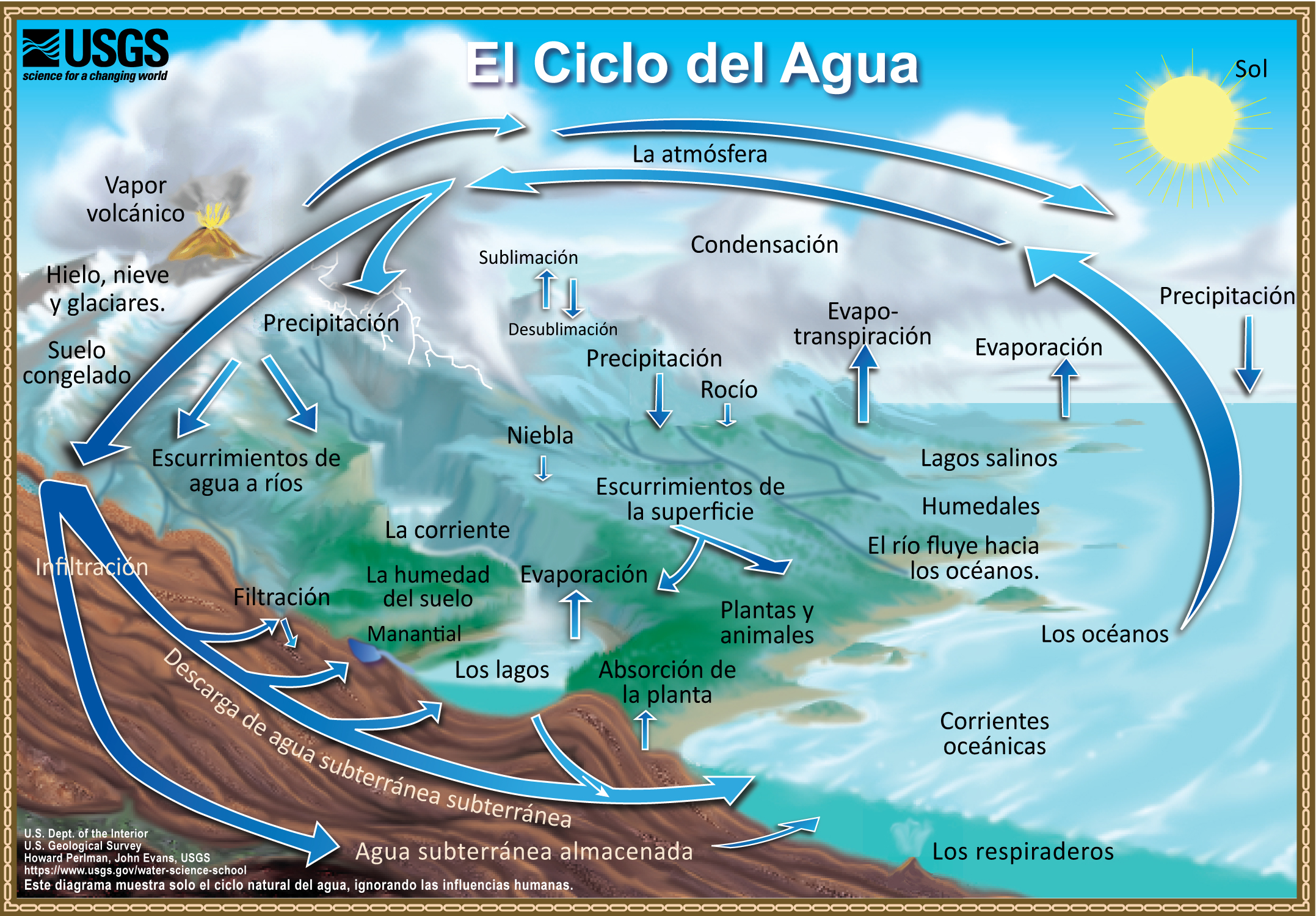
La circulación del agua alrededor, sobre y a través de la Tierra recibe el nombre de ciclo del agua, un proceso clave de la hidrosfera.

En las ciencias de la Tierra, la hidrosfera o hidrósfera (del prefijo hidro-, este del prefijo griego ὑδρο- [hydro], ‘agua’, y del griego σφαῖρα [sfaira], ‘esfera’) es el sistema constituido por el agua que se encuentra sobre  la superficie de la tierra sólida y también parte de la que se encuentra bajo la superficie, en la corteza terrestre.
La hidrosfera incluye océanos, mares, ríos, lagos, agua subterránea, el hielo y la nieve.
La Tierra es el único planeta del sistema solar en el que está presente de manera permanente el agua líquida, que cubre aproximadamente tres cuartas partes de la superficie terrestre, con una profundidad promedio de 3,5 km, lo que representa el 97 % del total de agua del planeta. Se ha estimado que hay 1 386 millones de kilómetros cúbicos de agua en la Tierra. El agua dulce representa 3 % del total y de esta cantidad aproximadamente 98,2 % está congelada, de ahí que solo se tenga acceso al 0,08 % de toda el agua del planeta. El agua migra de unos depósitos a otros por una combinación de procesos de cambio de estado y de transporte que en conjunto configuran el ciclo hidrológico o ciclo del agua.
La presencia de agua en la superficie terrestre es el resultado de la desgasificación del manto, que está compuesto por rocas que contienen en solución sólida cierta cantidad de sustancias volátiles, de las que el agua es la más importante. El agua del manto se escapa a través de procesos volcánicos e hidrotermales. El manto recupera gracias a la subducción una parte del agua que pierde a través del vulcanismo.
En los niveles superiores de la atmósfera la radiación solar provoca la fotólisis del agua, rompiendo sus moléculas y dando lugar a la producción de hidrógeno (H) que termina, dado su bajo peso atómico, por perderse en el espacio. A la larga el enfriamiento del planeta debería dar lugar al final del vulcanismo y la tectónica de placas conduciendo, al asociarse con el fenómeno anterior, a la progresiva desaparición de la hidrosfera.

## Compartimentos de la hidrosfera
El agua de la hidrosfera se reparte entre varios compartimentos que en orden de mayor a menor volumen son:
- Los océanos, que cubren dos tercios de la superficie terrestre con una profundidad típica de 3000 a 5000 metros.
- Los glaciares, que cubren parte de la superficie continental. Sobre todo los dos casquetes glaciares de Groenlandia y la Antártida, pero también glaciares de montaña y volcán, de menor extensión y espesor, en todas las latitudes.
- Las banquisas, capas de hielo marino flotante de entre 1 y 20 metros de espesor.
- La escorrentía superficial, un sistema muy dinámico formado por ríos y lagos.
- El agua subterránea, que se encuentra embebida en rocas porosas de manera más o menos universal.
- En la atmósfera en forma de vapor de agua y nubes.
- En la biosfera, formando parte de plantas, animales y seres humanos.

El contenido total de agua del planeta se estima en 1400 trillones de litros, aproximadamente 1,4×1021 kg. La mayor parte, un 97,23 %, la almacenan los océanos y los casquetes polares un 2,15 %; los acuíferos, la verdadera reserva para el hombre, un 0,61 %. Los lagos encierran el 0,009 %, mientras que la cifra desciende en los mares interiores a un 0,008 %. La humedad del suelo acumula el 0,005 % la atmósfera el 0,001 % y los ríos tan solo 0,0001 % del total. Esta cantidad ha estado circulando siempre por la Tierra, originando y conservando la vida en ella. Disponemos actualmente de la misma cantidad de la que disfrutaban los dinosaurios hace 65 millones de años.
El agua no se renueva a la misma velocidad en cada uno de los compartimentos. Lo hace muy rápidamente en la atmósfera, donde se renueva completamente unas 34 veces al año; es decir, se incorpora a la atmósfera, por evaporación, y sale de ella, principalmente en forma de lluvia, tanta agua como la que como media contiene, en solo 10 días. El océano, por el contrario recibe y cede cada año solo un 0,27‰ de su volumen, lo que implica que necesita unos 3700 años para renovarse por completo.
| Recursos hídricos                                              | Volumen en km³   | Porcentaje |
| -------------------------------------------------------------- | ---------------- | ---------- |
| Agua en los océanos                                            | 1 370 323 000    | 93,96 %    |
| Aguas subterráneas                                             | 60 000 000 4 000 | 4,12 %     |
| Aguas interiores, incluyendo glaciares                         | 24 000           | 1,65 %     |
| En lagos de agua dulce y salada de los cuales, en los embalses | 280 000 5 000    | 0,019 %    |
| Humedad del suelo                                              | 85 000           | 0,006 %    |
| Agua en la atmósfera                                           | 14 000           | 0,001 %    |
| Agua en los ríos                                               | 1 200            | 0,0001 %   |
| Total de agua en la hidrosfera                                 | 1 454 193 000    | 100 %      |

## Hidrosfera profunda
La hidrosfera profunda incluye partes del agua terrestre que se encuentran a mayores profundidades por debajo de la superficie. Sin embargo, el término fue acuñado varias veces de forma independiente y todavía se utiliza con diferentes significados conceptuales.
Hidrosfera marina profunda : La hidrosfera marina profunda se refiere a las capas de agua profunda del mar. El término es aproximadamente sinónimo de los tramos medio e inferior de las profundidades del mar. Fue acuñado por primera vez en 1946 por el ingeniero petrolero estadounidense Henry Emmett Gross, quien lo presentó en un ensayo único, pero publicado repetidamente. A partir de entonces continúa en uso.
Hidrosfera lítica profunda : La hidrosfera lítica profunda incluye aguas en capas de rocas portadoras de agua que se encuentran más por debajo de la superficie sólida de la tierra. La expresión se remonta al geólogo soviético LN Elanskij, quien fue el primero en postular dicha capa en 1964. La idea de que las capas de roca profundas pueden contener grandes cantidades de agua es aún más antigua y se remonta al menos a 1955. Desde Elanskij, las capas que contienen agua dentro de la geosfera sólida han sido denominadas repetidamente con este término. Sin embargo, no hay acuerdo sobre la profundidad a partir de la cual las aguas deben contar como parte de la hidrosfera lítica profunda. Se pueden encontrar cuatro vistas diferentes. Se consideran hidrosferas líticas profundas las siguientes:
- Aguas de poro en secciones más profundas de sedimentos marinos.
- Acuíferos profundos.

Hidrosfera intracortal profunda : Aguas a varios kilómetros de profundidad en la corteza terrestre.
Hidrosfera sublitosférica : Aguas debajo de la litosfera en la astenosfera y la mesosfera geosférica superior.

## Composición
En los océanos se han encontrado al menos 77 elementos, siendo con mucho los más importantes el sodio y el cloro, que junto con el magnesio y el bromo, son de los pocos que se explotan comercialmente a partir del agua de mar. En la actualidad, se supone que prácticamente todos los elementos están presentes en los océanos.
Aunque propiamente no del agua de mar, sino debajo de ella, del lecho marino del Pacífico central, cerca de las islas de Hawái, se han iniciado las investigaciones para extraer nódulos de manganeso, Mn (del tamaño de una pelota de golf o una papa pequeña). Estos nódulos son una fuente renovable de minerales, ya que se forman a partir del manto al ritmo de entre 6 y 10 toneladas al año y contienen principalmente Mn y hierro, además de cantidades pequeñas de níquel, cobre, cobalto, zinc, cromo, uranio, wolframio y plomo.

## Ciclo del agua

Ciclo del agua

El ciclo del agua se refiere a la transferencia de agua de un estado o reservorio a otro. Los depósitos incluyen humedad atmosférica (nieve, lluvia y nubes), arroyos, océanos, ríos, lagos, aguas subterráneas,acuíferos, casquetes polares y suelos saturados. La energía solar, en forma de calor y luz (insolación), y la gravedad provocan la transferencia de un estado a otro en periodos que van desde horas a miles de años. La mayor parte de la evaporación procede de los océanos y vuelve a la tierra en forma de nieve o lluvia.: 27 Sublimación se refiere a la evaporación de la nieve y el hielo. La transpiración se refiere a la expulsión de agua a través de los diminutos poros o estomas de los árboles. Evapotranspiración es el término utilizado por hidrólogos en referencia a los tres procesos juntos, transpiración, sublimación y evaporación.
Marq de Villiers ha descrito la hidrosfera como un sistema cerrado en el que existe agua. La hidrosfera es intrincada, compleja, interdependiente, omnipresente, estable y "parece construida específicamente para regular la vida".: 26  De Villiers afirmó que "en la Tierra, es casi seguro que la cantidad total de agua no ha cambiado desde los tiempos geológicos: lo que teníamos entonces todavía lo tenemos. El agua puede ser contaminada, abusada y mal utilizada, pero no se crea ni se destruye, solo migra. No hay evidencia de que el vapor de agua escape al espacio.": 26 
Cada año, el volumen de agua en la Tierra implica 577.000 km3 de agua. Se trata de agua que se evapora de la superficie oceánica (502.800 km3) y de la tierra (74.200 km3). La misma cantidad de agua cae en forma de precipitación atmosférica, 458.000 km3 en el océano y 119.000 km3 en la tierra. La diferencia entre precipitación y evaporación de la superficie terrestre (119.000 − 74.200 = 44.800 km3/año) representa la escorrentía total de los ríos de la Tierra (42.700 km3/año). y escorrentía directa de aguas subterráneas al océano (2100 km3/año). Estas son las principales fuentes de agua dulce para satisfacer las necesidades vitales y las actividades económicas del hombre.
El agua es una necesidad básica para la vida. Dado que dos tercios de la Tierra están cubiertos de agua, a la Tierra también se le llama el planeta azul y el planeta acuoso. La hidrosfera desempeña un papel importante en la existencia de la atmósfera en su forma actual. Los océanos son importantes en este sentido. Cuando se formó la Tierra sólo tenía una atmósfera muy fina rica en hidrógeno y helio similar a la atmósfera actual de Mercurio. Posteriormente, los gases hidrógeno y helio fueron expulsados de la atmósfera. Los gases y el vapor de agua liberados al enfriarse la Tierra se convirtieron en su atmósfera actual. Otros gases y vapor de agua liberados por los volcanes también entraron en la atmósfera. Al enfriarse la Tierra, el vapor de agua de la atmósfera se condensó y cayó en forma de lluvia. La atmósfera se enfrió aún más cuando el dióxido de carbono atmosférico se disolvió en el agua de lluvia. A su vez, esto provocó que el vapor de agua se condensara y cayera en forma de lluvia. Esta agua de lluvia llenó las depresiones de la superficie terrestre y formó los océanos. Se calcula que esto ocurrió hace unos 4000 millones de años. Las primeras formas de vida surgieron en los océanos. Estos organismos no respiraban oxígeno. Más tarde, cuando evolucionaron las cianobacterias, comenzó el proceso de conversión del dióxido de carbono en alimento y oxígeno. Como resultado, la atmósfera de la Tierra tiene una composición claramente diferente a la de otros planetas y permitió que la vida evolucionara en la Tierra.
La actividad humana ha influido en el ciclo del agua. Las infraestructuras, como las presas, tienen un impacto claro y directo en el ciclo del agua al bloquear y redirigir las vías del agua. La contaminación causada por el hombre ha modificado los ciclos biogeoquímicos de algunos sistemas acuáticos, y el cambio climático ha alterado significativamente los patrones meteorológicos.  Las extracciones de agua han aumentado exponencialmente debido a la agricultura, el uso estatal y doméstico y las infraestructuras.

## Impacto humano
Las actividades de los humanos modernos tienen efectos drásticos sobre la hidrosfera. Por ejemplo, el desvío de agua, el desarrollo humano y la contaminación afectan a la hidrosfera y a los procesos naturales que en ella tienen lugar. Los seres humanos extraen agua de los acuíferos y desvían ríos a un ritmo sin precedentes. El acuífero de Ogallala se utiliza para la agricultura en Estados Unidos; si el acuífero se seca, desaparecerán de los mercados mundiales alimentos y fibras por valor de más de 20.000 millones de dólares. El acuífero se agota a tal velocidad que, con el tiempo, se agotará. Además, solo un tercio de los ríos fluyen libremente debido al uso extensivo de presas, diques, energía hidroeléctrica y degradación del hábitat.  El uso excesivo de agua también ha provocado que los arroyos intermitentes se sequen más, lo que es peligroso porque son extremadamente importantes para la purificación del agua y el hábitat. Otras formas en que los seres humanos afectan a la hidrosfera son la eutrofización, la lluvia ácida y la acidificación de los océanos. Los seres humanos también dependen de la salud de la hidrosfera. Se utiliza para el abastecimiento de agua, la navegación, la pesca, la agricultura, la energía y el ocio.